# 102
Évszázadok: 1. század – 2. század – 3. század
Évtizedek: 50-es évek – 60-as évek – 70-es évek – 80-as évek – 90-es évek – 100-as évek – 110-es évek – 120-as évek – 130-as évek – 140-es évek – 150-es évek
Évek: 97 – 98 – 99 – 100 –  101 – 102 – 103 – 104 – 105 – 106 – 107

## Események

### Római Birodalom
- Lucius Julius Ursus Servianust (helyettese májustól Titus Didius Secundus, szeptembertől Lucius Antonius Albus) és Lucius Licinius Surát (helyettese Lucius Fabius Justus, Lucius Publilius Celsus és Marcus Junius Homullus) választják consulnak.
- Traianus folytatja a dákok elleni hadjáratát és az Olt völgyében benyomul Daciába. Decebalus dák király a téli vereség után belátja, hogy nem tudja megállítani a fővárosa felé közeledő rómaiakat és békét kér. Decebalus megtartja trónját de római klienskirály lesz belőle, Bánátot Moesiához csatolják, le kell rombolnia erődjeit és fővárosában római helyőrség állomásozik.
- Traianus visszatér Rómába, diadalmenetet tart és felveszi a Dacicus melléknevet.
- 102 és 107 között Traianus két részre (Pannonia Superior és Pannonia Inferior) osztja Pannonia provinciát.

## Halálozások
- Pan Csao, kínai hadvezér

## Fordítás
- Ez a szócikk részben vagy egészben  a(z)   102 című francia Wikipédia-szócikk ezen változatának fordításán alapul.  Az eredeti cikk szerkesztőit annak laptörténete sorolja fel. Ez a jelzés csupán a megfogalmazás eredetét és a szerzői jogokat jelzi, nem szolgál a cikkben szereplő információk forrásmegjelöléseként.